# Turó dels Garrics
El Turó dels Garrics és una muntanya de 716 metres que es troba al municipi de Cànoves i Samalús, a la comarca del Vallès Oriental.